# Cudlipptown
Cudlipptown – wieś w Anglii, w hrabstwie Devon, w dystrykcie West Devon. Leży 42 km na zachód od miasta Exeter i 296 km na zachód od Londynu.